# Dářko
Dářko je národní přírodní rezervace poblíž obce Radostín v okrese Žďár nad Sázavou v nadmořské výšce 619–642 metrů. Oblast spravuje AOPK ČR, regionální pracoviště Správa CHKO Žďárské vrchy.

## Předmět ochrany
Předmětem ochrany jsou přirozené rašelinné ekosystémy přechodového vrchoviště s blatkovými bory a rašelinnými smrčinami a ekosystémy minerotrofních ostřicových a bezkolencových luk s fragmenty, typy přírodních stanovišť a druhy, pro které byla vyhlášena EVL Dářská rašeliniště smilkových trávníků přecházejících do opukových strání se společenstvy širokolistých suchých trávníků s výskytem vzácných a ohrožených druhů rostlin a živočichů. Poblíž se nachází rybník Velké Dářko.

## Popis lokality
Nejrozsáhlejší lesní rašeliniště Českomoravské vrchoviny typu přechodového vrchoviště, v němž
se ojediněle zachovala rašeliništní společenstva s porostem borovice blatky (Pinus rotundata). Podloží je tvořeno glaukonitickými pískovci a slínovci křídového výběžku Dlouhé meze České křídové tabule, převrstvené kvartérními písčitými a jílovitými pokryvy. Na plochém rozvodí zde dochází k bifurkaci vod do řek Sázavy a Doubravy. Rezervace zahrnuje část rašelinného ložiska Padrtiny, s hloubkou rašelinných
vrstev až 8,6 m.

Rostlinná společenstva rašeliniště náleží ke svazu Sphagnion medii, asociací Pino rotundataeSphagnetum a Andromedo polifoliae-Sphagnetum magellanici. Lesní porost tvoří rašelinný bor s významným výskytem borovice blatky. V dřevinné skladbě je dále zastoupena bříza pýřitá (Betula pubescens), smrk ztepilý (Picea abies) a borovice lesní (Pinus sylvestris). Souvislé bylinné patro tvoří rašeliníky (Sphagnum sp.), hojně se zde vyskytují typické vrchovištní druhy rostlin, vesměs patřící mezi chráněné a ohrožené druhy – kyhanka sivolistá (Andromeda polifolia), klikva žoravina (Oxycoccus quadripetalus), suchopýr pochvatý (Eriophorum vaginatum), vlochyně bahenní (Vaccinium uliginosum) aj. V centrální části se nacházejí odvodňovací příkopy odvádějící vodu z rašeliniště, částečně osluněné s řídkým travovitým porostem, plytké do 10 – 15cm, šířka příkopu 100 cm, zpevněné dřevěným bedněním. Rezervace přechází k rybníku Velké Dářko, v jehož zálivu se nacházejí rozsáhlé porosty zblochanu (Glyceria sp.).

## Galerie

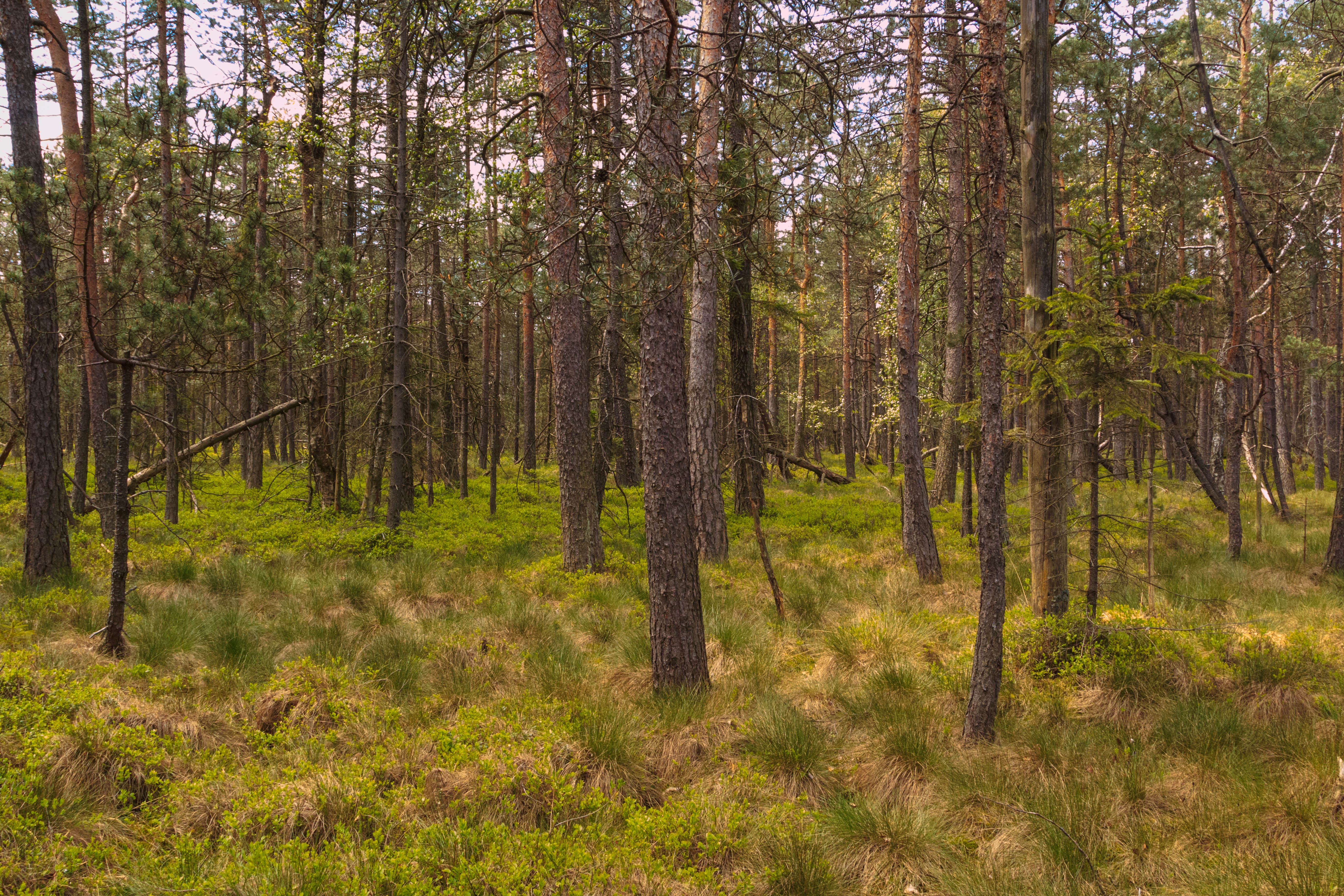
Blatkový bor
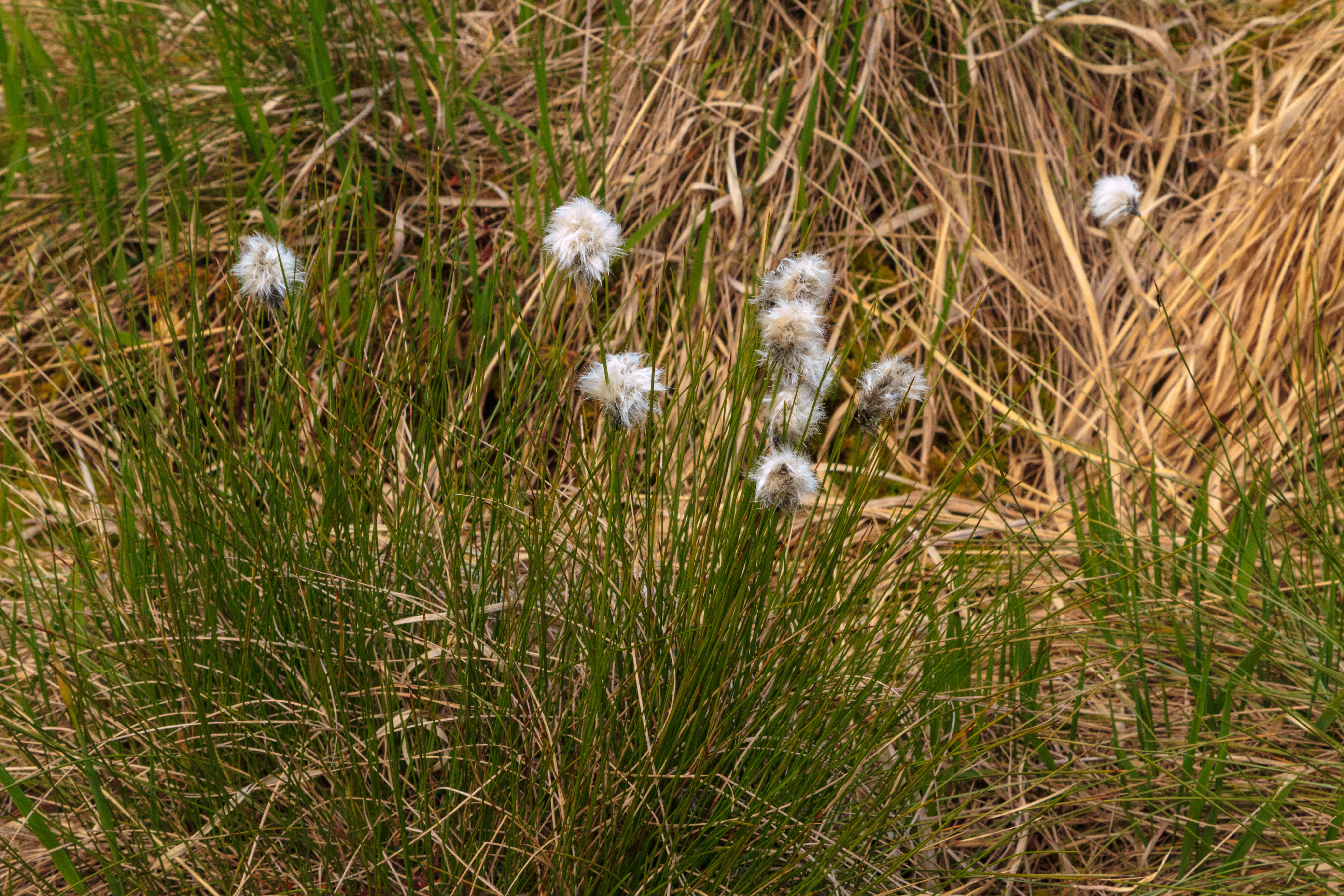
Suchopýr
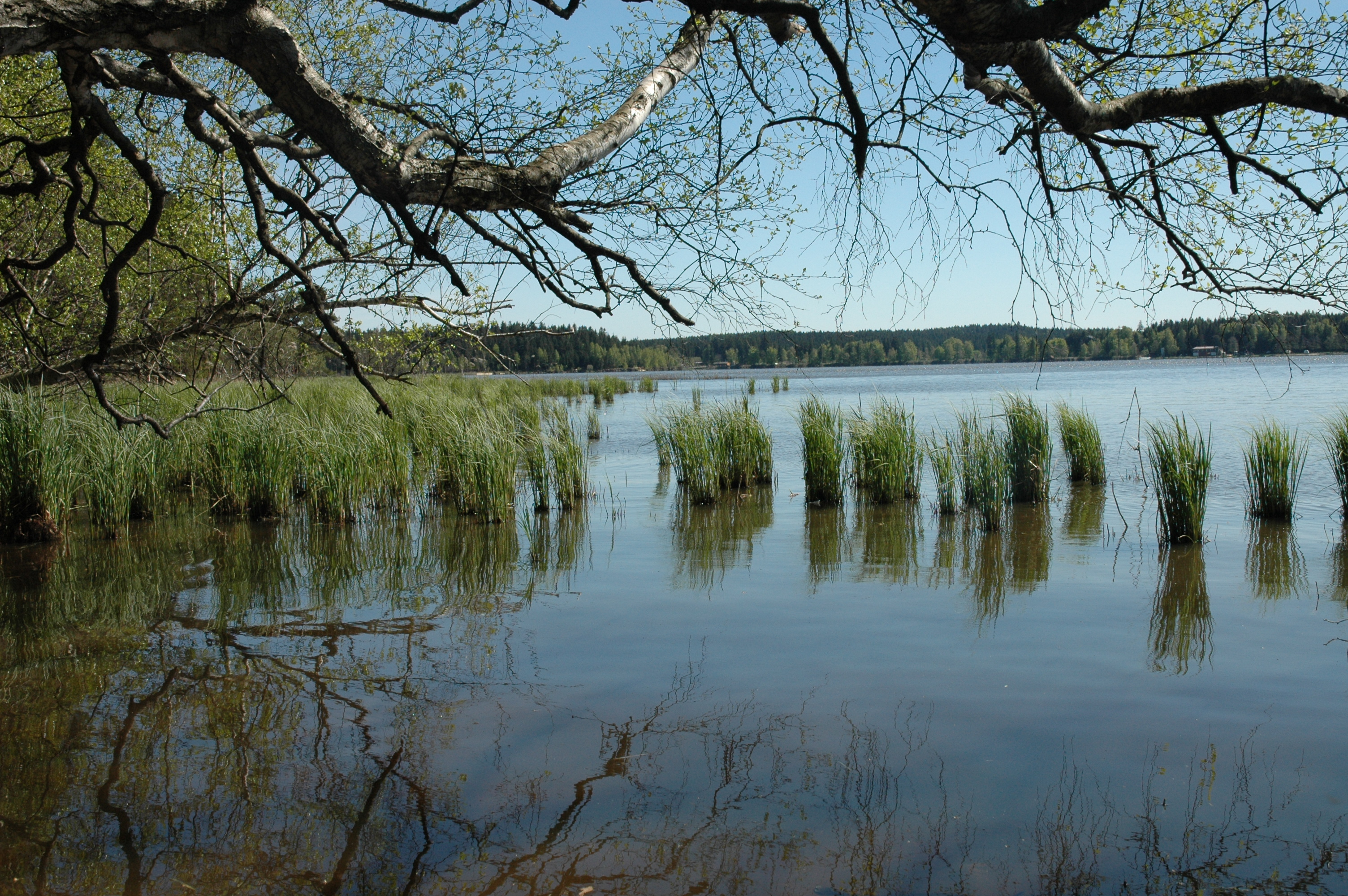
Rybník